# Sharrod Ford
Sharrod Ford (* 9. September 1982 in Washington, D.C.) ist ein ehemaliger US-amerikanischer Basketballspieler.

## Karriere
Nach dem Studium an der Clemson University versuchte sich Ford als Profi in der am höchsten dotierten US-Profiliga NBA. Dort konnte er sich jedoch nicht durchsetzen und spielte anschließend in Europa. Mit ALBA Berlin wurde er 2007 deutscher Pokalsieger und mit Virtus Bologna aus Italien Gewinner der EuroChallenge 2009. Nachdem ein Engagement beim Erstliga-Aufsteiger FC Bayern München in der BBL-Saison 2011/12 nicht zustande kam und der Vertrag vor Saisonbeginn wieder gelöst wurde, wurde Ford für die folgende Saison 2012/13 vom deutschen Double-Gewinner Brose Baskets aus Bamberg verpflichtet.
In den Jahren 2001 bis 2005 studierte er an der Clemson University und spielte für die Hochschulmannschaft Tigers in der NCAA. Bei den Tigers war er der erste Spieler nach Horace Grant in den 1980er-Jahren, dem es gelang, das Team in zwei aufeinander folgenden Spielzeiten in Punkten und Rebounds anzuführen. Obwohl nicht im NBA Draft ausgewählt wurde er im September 2005 von den Phoenix Suns unter Vertrag genommen, nachdem er in der NBA Summer League auf sich aufmerksam machen konnte. Nach drei Einsätzen in der NBA wurde er Ende Dezember aus dem Vertrag wieder entlassen und an das Farmteam Fayetteville Patriots in der NBA Development League (D-League) abgegeben, wo er weitere 15 Einsätze hatte, bevor er im Februar 2006 nach Europa wechselte.
Mit Alba Berlin erreichte Ford am Saisonende die Finalserie in den Play-offs der BBL-Saison 2005/06, die jedoch gegen RheinEnergie Köln verloren gingen. In der folgenden Saison 2006/07 gewann man zwar den deutschen Pokal, schied aber als Hauptrundenerster in der ersten Runde der Play-offs gegen die Artland Dragons aus. Anschließend wechselte Ford in die italienische Lega Basket Serie A, wo er zunächst für den Verein aus Montegranaro spielte. Der Aufsteiger der Vorsaison erreichte den vierten Platz in der Abschlusstabelle und erstmals die Play-offs um die italienische Meisterschaft, in denen man jedoch auch in der ersten Runde ausschied. Für die folgende Spielzeit wurde er von Virtus Bologna verpflichtet, die die Saison nur auf dem 15. Tabellenplatz beendet hatten. Der 15fache italienische Meister startete daher in der Saison 2008/09 nur im dritten europäischen Vereinswettbewerb EuroChallenge, den man am Ende der Spielzeit beim Final-Four-Turnier vor eigenem Publikum gewinnen konnte. Ford konnte im Finalspiel gegen Cholet Basket ein Double-Double erzielen mit 12 Punkten und 12 Rebounds. In der italienischen Meisterschaft erreichte man den fünften Platz und schied – aus Fords Sicht wiederum – in der ersten Play-off-Runde aus.
Für die Saison 2009/10 wechselte Ford wie sein Bologneser Mannschaftskamerad Keith Langford nach Russland und unterschrieb einen Vertrag bei BK Spartak aus Sankt Petersburg. Ford verließ den Verein im Streit um ausstehende Zahlungen bereits nach zwei Monaten, worauf im Januar 2010 in die Serie A nach Italien zurückkehrte. Hier konnte er jedoch den Abstieg seines neuen Vereins aus Ferrara nicht verhindern, der die Saison auf dem vorletzten Tabellenplatz beendete. Für die Saison 2010/11 kehrte er daher zum Verein aus Montegranaro zurück, der jedoch diesmal wieder die Play-offs verpasste.
Für die Saison 2011/12 wurde Ford als Neuzugang beim ambitionierten deutschen Erstliga-Aufsteiger FC Bayern München vermeldet, der Vertrag wurde in gegenseitigem Einvernehmen jedoch vor Saisonbeginn aufgelöst, wofür private Gründe von Ford angegeben wurden. Im Februar und März 2012 war er erneut in der D-League für sechs Spiele bei den Erie BayHawks aktiv. Für die Spielzeit 2012/13 unternimmt er einen neuen Versuch in der deutschen Basketball-Bundesliga. Der in den letzten drei Spielzeiten dominierende Verein Brose Baskets, dreimal hintereinander deutscher Double-Gewinner, entschloss sich zu einer Verpflichtung von Ford. Für Bamberg lief Ford bis 2014 auf. Nach dem frühen Ausscheiden in den Play-Offs 2014 und dem daraufhin vollzogenen Trainerwechsel erhielt Ford keinen neuen Vertrag mehr von Seiten der Brose Baskets.
Zur Spielzeit 2014/2015 wechselte Ford nach Frankreich und schloss sich Paris-Levallois Basket an.